# Martin Bellermann
Martin Bellermann (geboren am 29. Januar 1943 in Gotha; gestorben am  26. März 2024 in Berlin) war ein deutscher Politikwissenschaftler und Professor für Sozialpolitik an der Evangelischen Hochschule Rheinland-Westfalen-Lippe in Bochum.

## Leben und Werk
Bellermann studierte Politikwissenschaften an der Freien Universität Berlin. Von 1973 bis 1975 arbeitete er zunächst als Lehrer an der Schule für Erwachsenenbildung (Berlin). Im Jahr 1976 wechselte er als wissenschaftlicher Assistent an die Technische Universität Berlin und wurde 1981 zum Professur für Sozialpolitik an die Evangelischen Hochschule Rheinland-Westfalen-Lippe berufen. Dort wirkte er zunächst in der Zweigstelle der Hochschule in Kaiserswerth, nach der Zusammenlegung der Fachbereiche bis zu seinem Ruhestand 2008 in Bochum.
Im Ruhestand übernahm er Lehraufträge, u. a. an der Alice Salomon Hochschule Berlin und an der Hochschule für Technik und Wirtschaft Berlin. Daneben war er in der gewerkschaftlichen Bildungsarbeit der ÖTV (später Verdi) tätig und setzte sich für demokratische und genossenschaftliche Strukturen ein. Er engagierte sich bei der Wilstedter Olivenölinitiative Artefakt und beriet diese bei der Gründung einer Genossenschaft als Unternehmensform. Bis zu seinem Tod war er dort Mitglied des Aufsichtsrates.
Sein erstmals 1997 erschienenes Lehrbuch Sozialpolitik. Eine Einführung für soziale Berufe umreißt für die Leser aus sozialen Berufen die wichtigsten Begriffe der deutschen Sozialpolitik, die Versicherungssysteme, die steuerfinanzierten Ausgleiche besonderer Bedarfslagen sowie aktuelle sozialpolitische Fragen, etwas zur Armut, zum rechtlichen Schutz besonderer Personengruppen sowie der Abfederung der jeweiligen Veränderungsprozesse gesellschaftlicher Entwicklungen. Es wurde in mehreren Auflagen bis zum Jahr 2011 aktualisiert.
Sein zweites Hauptwerk Sozialökonomie. Soziale Güter und Organisationen zwischen Ökonomie und Politik beschreibt das wirtschaftliche Handeln von Trägern sozialer Leistungen sowie deren gesamtwirtschaftlichen und politischen Rahmenbedingungen, ebenfalls bezogen auf Deutschland. Die „Anbieter“ sozialer Güter müssten sich ökonomisch als auch politisch behaupten. Dafür stellt das Buch allgemeines Hintergrundwissen sowie konkrete Arbeitsgrundlagen für soziale Berufe zur Verfügung. Bezugsebenen zur Wirtschaft werden ebenso aufgezeigt wie strukturelle Rahmenbedingungen, Grundentscheidungen und Selbstfestlegungen der Sozialwirtschaft, soziale Sicherungssysteme, Netzwerke und die Möglichkeiten der Finanzierung aus Mitteln öffentlicher und privater Träger. Das Buch biete, so die Rezensentin, „weniger praktische Handlungsanleitungen als vielmehr theoretisches Hintergrundwissen.“

## Veröffentlichungen
- Kooperation sozialwirtschaftlicher Organisationen. In: Klaus Grunwald, Andreas Langer (Hrsg.) Sozialwirtschaft. Handbuch für die Praxis. Nomos Verlag, Baden-Baden, 2024, S. 755–767
- Sozialpolitische Rahmenbedingungen in Deutschland. In: Bernadette Wüthrich u. a. (Hrsg.): Soziale Versorgung zukunftsfähig gestalten. Springer-Verlag, 2015, S. 53–65.
- Sozialökonomie. Soziale Güter und Organisationen zwischen Ökonomie und Politik. Lambertus-Verlag, Freiburg 2004, ISBN 978-3-7841-1533-7.
- Sozialpolitik. Eine Einführung für soziale Berufe. (Erstauflage 1997 als Politik. Eine Einführung für soziale Berufe) 6. Auflage, Lambertus-Verlag, Freiburg 2011, ISBN 978-3-7841-2009-6.
- Sozialstaat und Selbsthilfe: Entstehung der Sozialversicherung und ihre Entwicklung seit 1950 unter dem Gesichtspunkt finanzieller Selbstbeteiligung. Dissertation, Berlin 1977.